# Michael Hester
Michael Hester, né le 2 mai 1972 en Nouvelle-Zélande, est un arbitre de football international néo-zélandais. 
Hester arbitre un match de la Coupe des confédérations 2009, deux matchs des Jeux olympiques d'été de 2008, ainsi que des matchs de Ligue des champions de l'OFC et de compétitions nationales néo-zélandaises et australiennes. Il est sélectionné pour arbitrer les matches de la Coupe du monde de football de 2010 en Afrique du Sud.